# A440

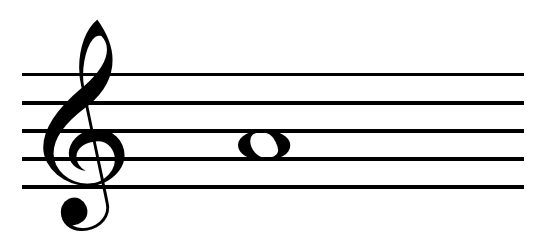
A440.

A440は、中央ハのすぐ上のイである一点イを周波数440Hzとすることであり、一般的な調律の際の音高（ピッチ）の標準である。A=440Hzとも表記する。
A=440Hzが標準となる以前は、多くの国や団体で、オーストリア政府が1885年に勧告したA=435Hzを使用していた。これは1860年代からフランスの標準であったものでもある。
ヨハン・シャイブラーは音高を測定するトノメーターの開発の後、1834年にA=440Hzを標準とすることを推奨した、そしてそれは同じ年にドイツ自然史協会に承認された。アメリカの音楽産業界では1926年にA=440Hzを非公式の標準とし、楽器製造で使用された。1936年に米国規格協会(ASA)は、中央ハの上のイ（一点イ）を440Hzに調律するよう勧告した。1939年にロンドンで行われたISAによる国際会議でA=440Hzが採択された。この標準が1955年に国際標準化機構(ISO)にISO 16として採用された（1975年に再確認）。現在ではA440は音響器材の較正や楽器の調律の標準として用いられている。
科学的ピッチ表記法ではA4と表記される。これは、A440が属するオクターブが、標準的な88鍵のピアノで4番目のC（ハ）から始まるからである。MIDIでは69である。

88鍵のピアノ。上下にオクターブの数字を記載し、中央ハを水色、一点イを黄色で示している。

A=440Hzが標準音として、イギリスやアメリカ合衆国では広く使用されている。大陸ヨーロッパでは440Hzから444Hzの間で幅がある。古楽の演奏では、A=440Hzとは異なる基準ピッチが用いられることが多い。現在バロック音楽の演奏にあたっては、A=440Hzより約半音低いA=415Hzが最も一般的に用いられている。古楽器#古楽器の調律も参照。
ラジオなどの時報では、440Hzの予告音の後に880Hzの音で正時を知らせる。